# Liste der Bodendenkmäler in Münsterhausen
Auf dieser Seite sind die Bodendenkmäler in dem schwäbischen Markt Münsterhausen zusammengestellt. Diese Tabelle ist eine Teilliste der Liste der Bodendenkmäler in Bayern. Grundlage ist die Bayerische Denkmalliste, die auf Basis des Bayerischen Denkmalschutzgesetzes vom 1. Oktober 1973 erstmals erstellt wurde und seither durch das Bayerische Landesamt für Denkmalpflege geführt wird. Die folgenden Angaben ersetzen nicht die rechtsverbindliche Auskunft der Denkmalschutzbehörde.

## Bodendenkmäler in Münsterhausen
| Lage                                          | Objekt | Akten-Nr.     | Bild           |
| --------------------------------------------- | --- | ------------- | -------------- |
| Münsterhausen (Standort)                      | Burgstall des Mittelalters, frühneuzeitliches Schloss. | D-7-7628-0050 |                |
| Münsterhausen (Standort)                      | Mittelalterlicher Burgstall. | D-7-7628-0055 |                |
| Münsterhausen Kirchenstraße 17 (Standort)     | Mittelalterliche und frühneuzeitliche Befunde im Bereich der katholischen Pfarrkirche St. Peter und Paul.                                                     | D-7-7628-0063 | weitere Bilder |
| Münsterhausen Thannhauser Straße 5 (Standort) | Mittelalterliche und frühneuzeitliche Befunde im Bereich der katholischen Wallfahrtskirche Unserer Lieben Frau. Siehe auch: Unsere Liebe Frau (Münsterhausen) | D-7-7628-0095 | weitere Bilder |